# T-test
t-test eller Students t-test är inom statistiken beteckningen på en hypotesprövning där man vill jämföra om skillnad föreligger mellan två normalfördelade populationer där man inte känner till det exakta värdet på standardavvikelsen. t-test kan även användas för att beräkna konfidensintervall då man använder sig av stickprov. t-värdet är fördelat med Students t-fördelning. 
Typiska användarfall för t-test:
- Ensidigt test huruvida medelvärdet av en population har ett värde som specificeras i en nollhypotes.
- Tvåsidigt test huruvida medelvärdena hos två populationer är lika.
- Test av nollhypotesen att skillnaden mellan två responsvärden med samma enheter har medelvärde noll.
- Test huruvida lutningen hos en regressionslinje skiljer sig signifikant från 0.